# 酒類法律

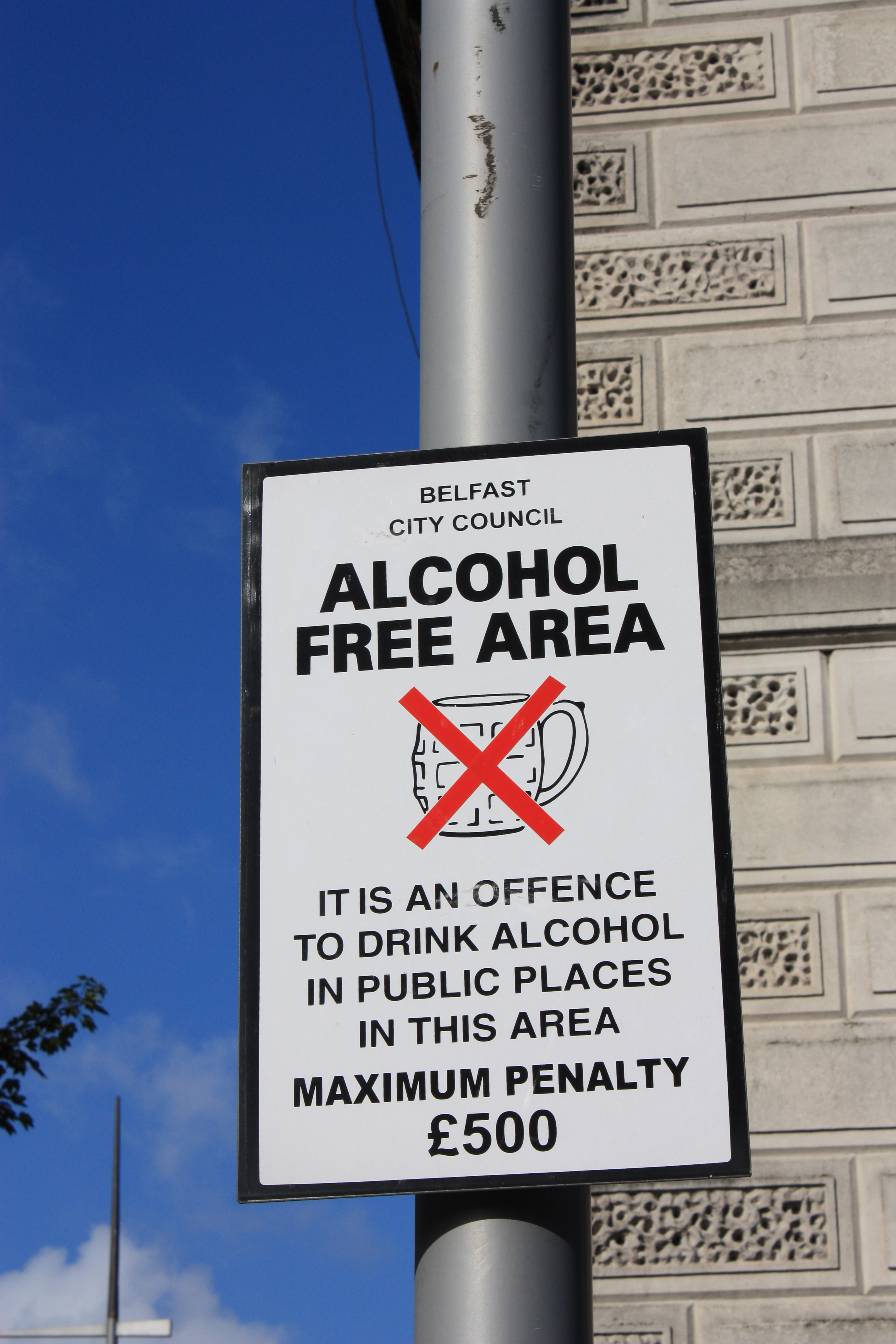
樹立在北愛爾蘭貝爾法斯特的禁止在公共區域飲酒的警告標誌.

酒類法律（英語：Alcohol law）是與酒精（化學名稱為乙醇）或含有乙醇的酒精飲料的製造、飲用、受其影響、以及銷售有關的法律。常見的酒精飲料包括啤酒、葡萄酒、蘋果酒、和蒸餾酒（例如伏特加、蘭姆酒、和琴酒等烈酒）。美國把酒精飲料定義為“任何液體形式的飲料，其中酒精含量（體積）不低於0.5%”，但這定義在各國各有不同。這些法律對於酒精飲料生產者、可合法購買者（通常有最低年齡限制，也有禁止出售給已經醉酒的人的法律）、在規定的時間內購買（規定服務時間和/或銷售天數）、標籤和廣告，可出售的酒精飲料類型（例如某些商店只能出售啤酒和葡萄酒）、可飲用的地方（例如在美國許多地方，有不得在公共場合飲酒的規定）、禁止在醉酒時做的活動（例如醉酒駕車）、以及在何處可買到。在某些情況下，甚至法律會完全禁止飲用和銷售酒精飲料（例如從1920年到1933年的美國禁酒令執行期間）。

## 禁酒運動
禁酒運動是種反對飲酒的社會運動。運動的參與者通常對於酒精中毒給予負面批評，或是提倡完全禁酒（禁酒主義），運動領導者強調飲酒對健康、個性、和家庭生活的負面影響。通常，這些運動倡導辦理酒精教育，要求制定新法來禁止銷售酒精飲料、或規範供應、或是完全禁酒。禁酒運動在19世紀和20世紀初曾在許多國家風行，尤其是在說英語以及斯堪地納維亞國家，並導致美國立法，在1920年到1933年間實施禁酒令。

## 各國酒類法律
- 德國酒類法律（英语：Alcohol laws in Genermy）
- 香港酒類法律（英语：Alcohol laws of Hong Kong）
- 印度酒類法律（英语：Alcohol laws in India）
- 英國酒類銷售許可法律（英语：Alcohol licencing laws of the United Kingdom）
- 愛爾蘭酒類銷售許可法律（英语：Alcohol licencing laws of Ireland）

## 禁酒

### 完全禁酒
有些國家目前有或在過去曾有過禁酒的措施。想規避這種禁令的人們轉而透過走私的方式取得酒精飲料，這類飲料是未經許可而製造出來的蒸餾酒，有各式相關的英文用字，如bootlegging、rum-running（走私酒類）、或是moonshine（私酒）。

#### 加拿大
加拿大在20世紀初曾實施過禁酒，但相關法令在1920年代被廢除。

#### 印度
印度的比哈爾邦、古吉拉特邦、曼尼普爾邦、那加蘭邦、和拉克沙群島聯邦屬地禁止製造、銷售、以及飲用酒精飲料。古吉拉特邦的禁酒令在2009年7月，因為一起違法出售酒精飲料所導致廣泛的中毒事件（參照古吉拉特邦酒精中毒事件）而引起爭議。
所有印度邦都會根據當地節日受歡迎的程度，在主要宗教節日/場合設定禁止措施的日期（dry days）。這些是禁止銷售酒精飲料的特定日期，但可飲用。在投票日期也設定為禁酒日期。這些日期由個別邦政府自行決定。印度共和國日（1月26日）、印度獨立日（8月15 日）、和甘地誕辰日（10月2日）等國定假日通常是整個印度的禁酒日。

#### 北歐國家
北歐五國中的兩國 - 芬蘭和挪威在20世紀初曾有過一段禁酒時期。
在瑞典，禁酒曾被大量討論過，但並未導入，取而代之的是實施嚴格的配給制，後來又採用較寬鬆的監管（包括允許在星期六出售酒精飲料）。
禁酒令結束後，政府建立酒類專賣機構，施行嚴格管制和徵收高額稅款。但其中一些限制已被取消。例如芬蘭的超市只能銷售酒精含量（ABV）最高為4.7%的發酵飲料，但政府設立的壟斷企業Alko可銷售葡萄酒和烈酒。芬蘭的酒類法律在2018年有所改變，雜貨店可出售ABV最高達5.5%的飲料。挪威的國家酒局和瑞典國營酒類銷售連鎖Systembolaget做法類似（但在瑞典，超市中販售酒精飲料的ABV最高為3.5%。）

#### 美國

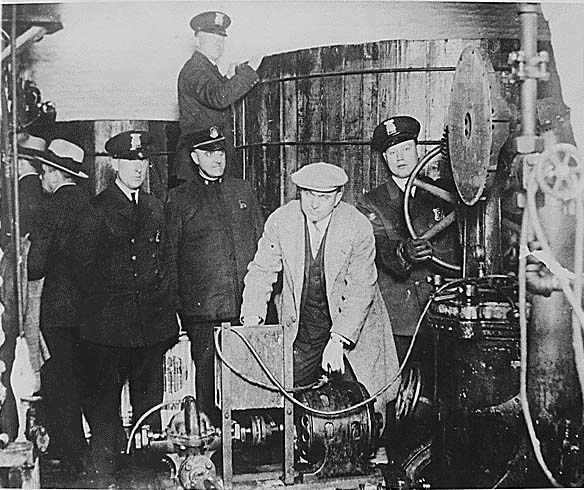
在美國禁酒時期，底特律警方正在檢查一處查獲的違法啤酒廠設備。

美國在1919年到1933年曾試圖經過全國禁止製造和銷售酒精飲料，來達到消除人們飲酒的目的。這個時期被稱為禁酒時期(透過憲法第十八修正案，把在美國國內的酒精飲料製造、銷售、和運輸定為違法）。
由於許多人透過違法來源購買，禁令本身反而導致人們普遍不尊重法律的意外後果。違法酒精飲料生產商和銷售商利用這種漏洞創造利潤豐厚的業務，而發展出有組織犯罪的狀況。結果是禁酒令變得極不受歡迎，最後促成憲法第二十一條修正案於1933年通過，把第十八修正案廢除。
在全國禁酒令實施之前，美國有許多州和地方政府在19世紀後期開始，都在其管轄範圍內頒布過禁酒令。第十八條修正案被廢除後，有些地方政府（稱為禁酒郡縣）仍繼續禁止銷售酒精飲料，但往往不禁止持有或是飲用。
1832年至1953年間，美國聯邦法律禁止向美國原住民出售酒精飲料（參照酒精飲料與美國原住民）。這項聯邦法律於1953年被廢除，但大多數美國原住民部落在幾年之內通過他們自己的禁酒令。截至2007年，有48個州（阿拉斯加州另行訂立法令）內聯邦承認的部落中有63%已將其保留地的酒精飲料銷售合法化。

#### 多數國民為穆斯林信徒的國家
一些穆斯林信徒占多數的國家，如沙烏地阿拉伯、科威特、巴基斯坦、伊朗、和利比亞，因為伊斯蘭教法禁止，所以不得生產、銷售、和飲用酒精飲料。酒精飲料原本在蘇丹受到禁止，但政府在2020年7月頒布法令，允許非穆斯林信徒合法飲用。

### 有關酒駕法律
大多數國家/地區都訂有處理醉酒駕車的法律，這些法律限制駕車上路之前可飲用的酒精飲料數量。被允許的血液酒精濃度（BAC）閾值上限為0.08%。
違規罰則包括罰金、暫時吊扣、永久吊銷駕照、還有監禁。一些司法管轄區對酒後駕船航行、酒後騎自行車、甚至是酒後操作直排輪鞋也有類似的禁令。在美國的許多地方，在車輛的乘客艙內放置已經打開包裝的酒精飲料容器也屬於違法。

### 禁止在公共場所飲酒

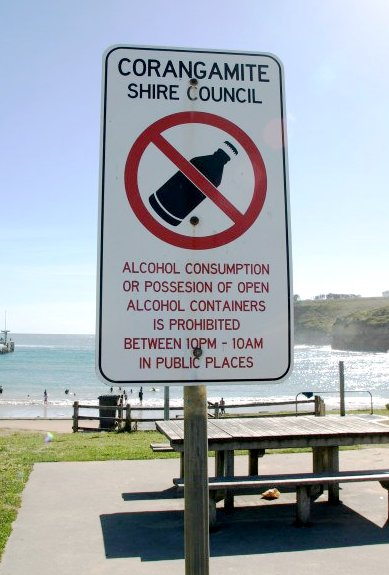
澳大利亞維多利亞州一面禁止在公共場合飲用酒精飲料的告示。

#### 美洲

北美洲最低合法購買酒精飲料年齡（2020年）：
最低21歲
最低19歲
最低18歲
下表提供更多資訊。

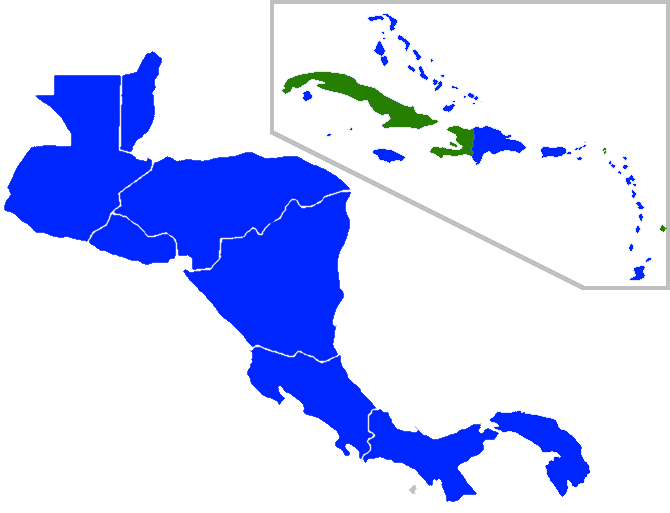
中美洲及加勒比地區最低合法購買酒精飲料年齡（2015年）：
最低18歲
最低16歲
下表提供更多資訊。

##### 巴貝多
巴貝多的合法飲酒年齡為16歲，可在公共場合飲酒。但在醉酒時擾亂秩序屬於違法，可要求巴貝多皇家警察（預定在2021年11月30日改名為巴貝多警察部（Barbados Police Service））把醉酒鬧事者驅離。

##### 巴西
在巴西，在公共場所飲酒屬於合法，而且通常為社會所接受。公共場合醉酒被當作是種輕罪，但很少（如果有的話）有執法的情況。

##### 智利
在智利，在任何公共場所或未經許可的場所飲酒均屬違法。法律可能會執行，也可能不會，由發生的地點、當天發生的時間、和犯者的行為而定。
處罰方式可能包括沒收或是扣押酒精飲料、罰款、或是逮捕。

##### 美國
在美國大部分的地區，在街道和公園等公共場所飲酒均屬違法，但並沒具體的聯邦法律做這類禁止，（參照美國打開酒精飲料容器法以及公共場合飲酒）。此外，即使當在州的層級（例如內華達州、路易斯安那州、或密蘇里州）沒這樣的禁令，但州內絕大多數城市和郡縣都有。一些城市允許在特定區域（例如在內華達州拉斯維加斯的賭城大道）或是在公共節日期間飲用。兩個顯著的例外是路易斯安那州的紐奧爾良和蒙大拿州的比尤特，公眾被允許在城市的任何地方飲用酒精飲料。

#### 南亞

##### 巴基斯坦
巴基斯坦在1947年獨立之後，當地法律對酒類的規定相當寬鬆。主要城市都有其飲酒文化，在1970年代對穆斯林信徒的公民施行禁酒令之前，酒精飲料很容易取得。之後巴基斯坦佔多數的穆斯林人口一直不能合法購買酒類飲料。但透過走私者和一些小國的外交官，仍可廣泛在城市地區取得。為酒精飲料做廣告並不違法，但文化禁忌會讓人們不在公共場合談論這種事情。外國人和非穆斯林信徒不太會被禁止購買酒類，一些擁有特殊許可證的當地生產商甚至會協助他們購買。

#### 東南亞

##### 新加坡
新加坡在2015年4月1日開始，規定從晚上10:30開始到次日早上7:00禁止在公共場合飲酒。
在芽籠和小印度（兩區被規定為酒類控制區）對於公共場合飲酒有額外限制。限制是從週六的早上7:00開始到下週一的早上7:00結束，以及公共假期前一天傍晚7:00開始到假日後次日早上7:00結束，酒類管制區內的酒精飲料零售商在工作日不得在晚上10:30後到次日早上7:00，或是在週末以及公共假期前一天傍晚7:00開始，到週末或假期後次日的早上7:00以外賣形式出售酒精飲料。酒精飲料零售商和餐飲店每日不得從晚上10:30開始到次日早上7:00出售酒精飲料。

#### 歐洲

歐洲最低合法購買酒精飲料年齡（2018年）：
最低20歲
最低18歲
最低17歲
最低16歲

##### 設有限制的國家清單
根據世界衛生組織（WHO）的資料，歐洲國家對於公共場合飲酒有管制，資料如下：
- 教育機構建物內：
  - 禁止：塞浦路斯、捷克、芬蘭、匈牙利、拉脫維亞、立陶宛、盧森堡、波蘭、羅馬尼亞、斯洛伐克、斯洛文尼亞、西班牙
  - 部分限制：比利時、愛沙尼亞、法國、愛爾蘭、義大利、馬耳他、荷蘭、瑞典、英國
  - 自願/自我限制：奧地利、保加利亞、丹麥、德國
  - 無限制：希臘、英國
- 政府辦公室內：
  - 禁止：塞浦路斯、捷克、芬蘭、匈牙利、拉脫維亞、波蘭、羅馬尼亞、斯洛伐克、斯洛文尼亞
  - 部分限制：法國、立陶宛、馬耳他、荷蘭、葡萄牙、西班牙
  - 自願/自我限制：奧地利、比利時、保加利亞、丹麥、德國、愛爾蘭、義大利、瑞典
  - 無限制：愛沙尼亞、希臘、盧森堡、英國
- 醫療衛生機構內：
  - 禁止：塞浦路斯、捷克、芬蘭、匈牙利、拉脫維亞、立陶宛、馬耳他、葡萄牙、羅馬尼亞、斯洛文尼亞
  - 部分限制：比利時、法國、義大利、荷蘭、西班牙
  - 自願/自我限制：奧地利、保加利亞、德國、愛爾蘭、盧森堡、波蘭、瑞典
  - 無限制：丹麥、希臘、英國
- 休閒活動現場：
  - 禁止：無
  - 部分限制：塞浦路斯、捷克、芬蘭、法國、愛爾蘭、葡萄牙、羅馬尼亞
  - 自願/自我限制：奧地利、比利時、保加利亞、德國、拉脫維亞、波蘭、斯洛伐克、瑞典
  - 無限制：丹麥、愛沙尼亞、希臘、匈牙利、盧森堡、斯洛文尼亞、西班牙、英國
- 公園和街道：
  - 禁止：愛沙尼亞、立陶宛、波蘭、羅馬尼亞
  - 部分限制：塞浦路斯、捷克、芬蘭、法國、愛爾蘭、義大利、馬耳他、荷蘭、葡萄牙、斯洛伐克、西班牙、英國
  - 自願/自我限制：奧地利、比利時、保加利亞、德國、拉脫維亞、斯洛文尼亞、瑞典
  - 無限制：希臘、匈牙利、盧森堡
- 公共交通：
  - 禁止：塞浦路斯、芬蘭、法國、希臘、羅馬尼亞、斯洛伐克、
  - 部分限制：捷克、丹麥、愛沙尼亞、匈牙利、愛爾蘭、立陶宛、馬耳他、荷蘭、波蘭、葡萄牙、瑞典、英國
  - 自願/自我限制：奧地利、比利時、保加利亞、德國
  - 無限制：義大利、盧森堡、斯洛文尼亞、西班牙
- 宗教場所：
  - 禁止：塞浦路斯、芬蘭、羅馬尼亞
  - 部分限制：法國、葡萄牙
  - 自願/自我限制：比利時、保加利亞、捷克、匈牙利、愛爾蘭、拉脫維亞、馬耳他、瑞典
  - 無限制：奧地利、丹麥、愛沙尼亞、德國、希臘、義大利、立陶宛、盧森堡、荷蘭、斯洛伐克、斯洛文尼亞、西班牙、英國
  - 禁止：羅馬尼亞、斯洛文尼亞、西班牙
  - 部分限制：塞浦路斯、捷克、芬蘭、法國、希臘、匈牙利、愛爾蘭、義大利、立陶宛、馬耳他、荷蘭、英國
  - 自願/自我限制：奧地利、比利時、保加利亞、德國、拉脫維亞、斯洛伐克、瑞典
  - 無限制：丹麥、愛沙尼亞、盧森堡
- 工作場所：
  - 禁止：捷克、芬蘭、匈牙利、拉脫維亞、立陶宛、波蘭、羅馬尼亞、斯洛伐克、斯洛文尼亞、
  - 部分限制：塞浦路斯、法國、義大利、馬耳他、葡萄牙、西班牙
  - 自願/自我限制：奧地利、比利時、保加利亞、丹麥、德國、愛爾蘭、荷蘭、瑞典、英國
  - 無限制：愛沙尼亞、希臘、盧森堡

說明：

禁止 = 法律禁止飲酒，違規可能會受到處罰。

部分限制 = 在某些州/省份、地區、直轄市、或是城市，法律禁止飲酒；或只限制在某些區域內飲用，但非全面禁止。

自願/自我限制 = 法律不禁止飲酒，但（某些）機構可能有自己的法規禁止，或是規範。

無限制 = 飲酒屬於合法行為。

## 合法飲酒年齡
大多數國家對於合法飲酒年齡都設有規定以禁止未成年人購買酒精飲料。大多數國家也禁止未成年人飲酒。有些國家/地區採用分層式規定，限制銷售烈酒（通常根據ABV的成分設限） 給年齡較高的成年人。有些國家/地區會對飲酒的地點，例如在家裡、在餐廳、或是在酒吧有規定。這些限制所針對的年齡因國家而異，執行的力度也有差異，甚至在同一國家內也會有所不同。

### 美洲

#### 加拿大
根據加拿大憲法，在制定有關銷售和分銷酒精飲料的法律和法規的責任完全由該國10個省份各自負責。根據聯邦立法的規定，加拿大的3個領地也被授予類似的自主權。
加拿大多數省份在1910年至1920年間頒布法令，禁止酒精飲料的銷售、消費、和分銷。禁令結束之後，大多數省份訂立的最低合法飲酒年齡為21歲，而到70年代初，合法飲酒年齡的限制降低至18歲，或是19歲。而後有些省份和地區在1970年代末和1980年代初把合法飲酒年齡從18歲提高到19歲。
有些省份允許未成年人在父母/監護人提供以及監督下，在家中飲用酒精飲料。
- 艾伯塔省：
  - 於1924年立法，規定最低合法飲酒年齡為21歲。（參見加拿大禁酒令及合法飲酒年齡）
  - 1970年把最低合法飲酒年齡降至18歲。[27]
- 不列顛哥倫比亞省：
  - 於1921年廢除禁酒令，飲酒合法化 - 最低合法飲酒年齡為21歲。
  - 1970年把最低合法飲酒年齡降至19歲。[27]
- 曼尼托巴省：
  - 於1921年廢除禁酒令，飲酒合法化 - 最低合法飲酒年齡為21歲。
  - 1970年把最低合法飲酒年齡降至18歲。[27]
- 紐芬蘭與拉布拉多省：
  - 飲酒在1924年合法化 - 最低合法飲酒年齡為21歲。
  - 1972年把最低合法飲酒年齡降至19歲。[27]
- 新不倫瑞克省：
  - 飲酒在1927年合法化 - 最低合法飲酒年齡為21歲。
  - 1972年把最低合法飲酒年齡降至19歲。[27]
- 西北地方：
  - 飲酒在1891年合法化 - 最低合法飲酒年齡為21歲。
  - 1970年把最低合法飲酒年齡降至19歲。[27]
- 新斯科舍省：
  - 飲酒在1929年合法化 - 最低合法飲酒年齡為21歲。
  - 1971年把最低合法飲酒年齡降至19歲。[27]
- 安大略省：
  - 飲酒在1923年合法化 - 最低合法飲酒年齡為21歲。
  - 最低法定飲酒年齡於1971年降至18歲。
  - 1979年把最低合法飲酒年齡降至19歲。[27]
- 愛德華王子島省：
  - 飲酒在1948年合法化 - 最低合法飲酒年齡為21歲。
  - 最低法定飲酒年齡於1970年降至18歲。
  - 1987年把最低合法飲酒年齡提高到19歲。[27]
- 魁北克省：
  - 飲酒在1929年合法化 - 最低合法飲酒年齡為20歲。
  - 1972年最低合法飲酒年齡降至18歲。[27]
- 薩斯喀徹溫省：
  - 飲酒在1925年合法化 - 最低合法飲酒年齡為21歲。
  - 1970年最低合法飲酒年齡降至18歲。
  - 1976年最低合法飲酒年齡提高到19歲。[27]
- 育空地區：
  - 飲酒在1920年合法化 - 最低合法飲酒年齡為21歲。
  - 1972年最低合法飲酒年齡降至19歲。[27]

#### 美國
美國《1984年全國最低飲酒年齡法案》通過，要求各州必須維持最低合法飲酒年齡為21歲，否則將不提供聯邦公路基金補助，法案通過後不久，各州的購買和擁有酒精飲料（但不一定是飲用）的法定年齡均一致定為21歲。
雖然曾在2008年由幾位大學校長發起，重新燃起全國性關於既定飲酒年齡的辯論，費爾里·狄金生大學在2008年9月所做的PublicMind輿論調查，發現被調查的新澤西州州民中有76%支持年齡維持在21歲。把性別、政治派別、或是地區列入考慮，並未有顯著的差異。然而，年幼孩子的父母（有83%）比大學生的父母（有67%）更會支持把年齡維持在21歲。
有17個州（阿肯色州、加利福尼亞州、康乃狄克州、佛羅里達州、肯塔基州、馬里蘭州、麻薩諸塞州、密西西比州、密蘇里州、內華達州、新罕布什爾州、新墨西哥州、紐約州、俄克拉荷馬州、羅德島州、南卡羅來納州、和懷俄明州）和哥倫比亞特區立法禁止未成年人持有酒精飲料，但並未禁止未成年人飲酒。
有14個州（阿拉斯加州、科羅拉多州、德拉瓦州、伊利諾伊州、路易斯安那州、緬因州、明尼蘇達州、密蘇里州、蒙大拿州、俄亥俄州、俄勒岡州、德克薩斯州、威斯康辛州、和維吉尼亞州）特別允許未成年人，如果是其父母或受其父母委託的人提供的酒精飲料時，可以飲用。
有許多州還出於宗教或是健康的原因而允許21歲以下的人飲酒。
在屬於美國領土的波多黎各，合法飲酒年齡一直是18歲。
美國海關法律規定，年齡在21歲以下的人不得把任何類型或是數量的酒精飲料帶進美國。

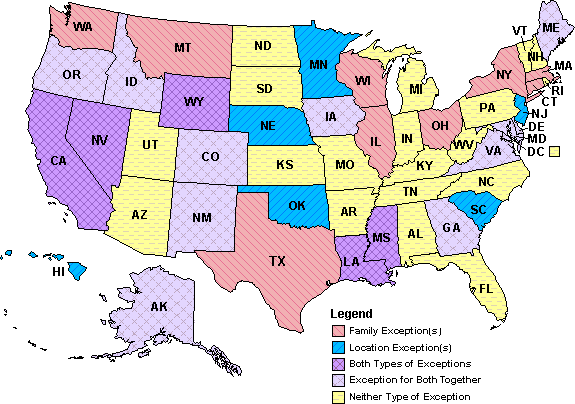
美國年齡未達21歲合法飲酒年齡，但可例外飲酒的地理分佈狀態（2007年1月1日）。

## 稅收和生產規定
酒精飲料需繳納消費稅。此外，在許多國家，酒精飲料與其他消費品分屬不同的管轄範圍，對於這類飲料會因酒精含量、生產方式、以及零售和在餐廳銷售而訂有非常具體的規定和許可。酒精稅是消費稅，也是種罪惡稅，目的是提高價格以設法把商品的消費量降低，如果無法把消費量降低的話，也達到增加稅收的目的。這種稅收是政府的重要收入來源。美國政府在2009年有58億美元的酒精稅收入。歷史上發生在1791年到1794年間的威士忌暴亂是由於新成立的美國聯邦政府為徵收酒精稅所引起。
在大多數國家，需要取得政府的許可之後才可用商業方式生產酒精飲料，政府透過這種方式得以取得稅收。在許多國家/地區，人們可在家中釀造酒精飲料供個人使用，而無需取得政府許可，也無需繳稅。

### 丹麥
在丹麥，在家自釀葡萄酒和啤酒不受監管。在家自己製作蒸餾酒屬於合法，但並不常見，因為它與商業銷售的烈酒都需要繳納相同的稅。丹麥的酒精稅明顯低於瑞典和挪威，但比其他歐洲國家的大多數為高。

### 新加坡
在新加坡，酒精飲料生產由新加坡海關監管。當地人無需許可證即可在家中每月釀造多達30升（7.9美制加侖）的啤酒、葡萄酒、和蘋果酒。要製作蒸餾酒必須取得商業許可證才能進行。

### 英國
在英國，蒸餾酒製作許可證由稅務海關總署頒發，但人們可自行釀造啤酒和葡萄酒供自己飲用，無需執照。

### 美國
在美國，蒸餾酒的生產受到監管和徵稅。美國菸酒槍炮及爆裂物管理局以及美國酒類烟草稅務貿易局負責執行與酒精有關的聯邦法律和法規。根據酒精飲料標籤法案，所有酒精飲料的包裝都必須加上美國醫務總監提供的有關健康的警告。
在大部分的美國州份，個人可生產葡萄酒和啤酒供個人飲用（不得銷售），通常每位成年人每年最多可釀造100加侖，但每個家庭每年所釀造的不得超過200加侖。
在美國違法（即未經許可）釀造酒類通常被稱為“bootlegging”。違法生產的酒（俗稱“moonshine”（通常趁黑夜生產）或“white lightning”）並未經陳年存放，通常酒精含量很高。

## 對於銷售和擁有的限制
酒精飲料在許多國家只能從擁有銷售許可證的商店購買，而在某些國家要購買烈酒，僅能從政府經營的專賣店購買。

### 蘇格蘭
2012年蘇格蘭酒精飲料最低定價法案通過後，為在蘇格蘭銷售的酒精飲料訂下最低法定價格，最初為每單位50便士，這項法案是用來解決酗酒問題的措施之一。政府用價格下限把那些最低成本的酒精飲料成本提高，以阻止過度飲酒的問題。法案在蘇格蘭民族黨、蘇格蘭保守黨、蘇格蘭自由民主黨、和蘇格蘭綠黨的支持下獲得通過。蘇格蘭工黨拒絕支持這項法案，因為他們認為這項法案會給酒類零售商創造約1.25億英鎊的額外利潤，但法案並未要求把這筆錢徵收。根據2019年4月的報導，縱然有這項法案，蘇格蘭的酒精消費量仍有所增加。

### 北歐國家
在北歐五國中，除丹麥之外，酒類的銷售都由政府壟斷。
這類國營供應商在瑞典稱為Systembolaget，在挪威稱為挪威國家酒局，在芬蘭稱為Alko，在冰島稱為冰島國家酒精及烟草公司 （Vínbúð），在丹麥王國的海外自治領地法羅群島，這樣的機構稱為Rúsdrekkasøla Landsins。第一個這樣的壟斷事業在19世紀時於瑞典的法倫設立。
這些國家的政府聲稱壟斷企業存在的目的是為減少酒精消費。這樣的做法在過去做得成功，但這幾國自從加入歐盟以來，很難遏制從其他歐盟國家進口合法或是違法的酒類。壟斷企業在減少過度飲酒方面的效果因而表現不佳。
有關是否仍留下這些國營壟斷企業，仍存有爭議。

#### 挪威
在挪威，酒精含量為4.74%或更低的啤酒可在雜貨店內合法銷售。酒精含量較高的啤酒、葡萄酒、和烈酒只能在政府壟斷供應商處購買。所有酒精飲料都可在有執照的酒吧和餐廳內購買，但只能在店內飲用。
在當地雜貨店，酒精飲料只能在晚上8點之前購買。（週六則為傍晚6點之前，市政當局可制定更嚴格的規定）。政府壟斷供應商在傍晚6點打烊。週一至週五則為下午4點打烊。在星期六和星期天，只能在酒吧購買酒精飲料。
挪威對酒精飲料，特別是烈酒，所徵收的是世界上最重的稅。這些稅是以酒類和服務成本，加計25%的增值稅之後當作基礎，再來計算和徵收。例如一瓶700毫升絕對伏特加的目前零售價格超過300挪威克朗。

#### 瑞典
在瑞典，低度酒精含量的啤酒（稱為folköl（英文譯名為people's beer），按重量計算，酒精的比率為2.25%至3.5%）可在一般商店出售給18歲或以上的人，但高酒精含量的飲料只能由政府經營的供應商出售給20歲或以上的人，或在有執照的場所如餐廳和酒吧等出售給18歲或以上的人。在這些有執照的場所購買的酒精飲料必須在場所內飲用；不得攜帶在別處購買的酒精飲料入內飲用。

### 北美

#### 加拿大
加拿大的大多數省政府對酒類銷售採行很嚴格的專賣制度。其中兩個例子是安大略省酒類控制委員會(LCBO)和不列顛哥倫比亞省酒類分銷處。政府對酒精飲料銷售作控制和監督是在1920年代為結束加拿大禁酒令而做的妥協設計，根據各郡縣自行決定當地是“禁酒”（稱為乾縣）或是“允許飲酒”（稱為濕縣）。有些省份已廢除政府專賣制度。在艾伯塔省，酒精飲料由私人酒類商店販售，在魁北克省，可在便利商店以及雜貨店購買數量設限的葡萄酒和烈酒。
加拿大的酒類消費稅為世界最高。這些稅收是政府的收入來源，也是為勸阻飲酒之用。（參見加拿大稅收制度）。其中魁北克省的酒類價格售價最低。
酒精飲料的銷售限制因省而異。在艾伯塔省，2008年導入的改變包括禁止“歡樂時光”、設定最低價格、以及個人在凌晨1點之後可在酒吧或酒館內購買的數量受到限制

#### 美國
在美國，酒精飲料的銷售由各個州、州內郡縣或教區、以及當地司法管轄區所控制。在許多州，酒精飲料只能由經過酒類服務訓練合格的員工銷售。禁止銷售酒類的縣被稱為乾縣。在某些州透過星期日禁酒法禁止在星期日販售酒精飲料。
可出售或擁有酒精飲料的地方與其他的酒精飲料管制法律類似，會因州而異。路易斯安那州、密蘇里州、和康乃狄克州等的酒類法律非常寬鬆，而堪薩斯州和俄克拉荷馬州等其他州的則非常嚴格。
許多州要求酒類只能在酒類商店出售。在內華達州、密蘇里州、和路易斯安那州等對於可出售酒精飲料的地點並沒規定。
在18個控制酒精飲料銷售的州中，由政府壟斷銷售。例如在北卡羅來納州的大部分地區，啤酒和葡萄酒可在零售店購買，但蒸餾酒只能在州ABC（Alcohol Beverage Control，酒精飲料控制）商店內購買。在馬里蘭州，在酒類專賣店均可買到蒸餾酒，但在蒙哥馬利縣只能從縣政府的商店購買。
大多數州均採用三段式酒類分銷模式
，生產商不直接銷售給零售商，而必須銷售給分銷商，分銷商再出售給零售商。 精釀啤酒廠經營的酒吧（brewpub）和釀酒廠通常被當作例外，它們得直接銷售產品給消費者。
大多數州也不允許在行駛中的車輛內有打開的酒精飲料容器。 在1999年通過的聯邦21世紀交通公平法案規定，如果一州不禁止在行駛中的車輛內有打開的酒精飲料容器，那麼每年會把聯邦補助的公路經費的部分轉移用在酒精教育計劃。截至2011年12 月，只有密西西比州允許駕駛在開車時飲酒（維持血液酒精濃度低於0.08%的限制），只有5個州（阿肯色州、特拉華州、密西西比州、密蘇里州、和西維吉尼亞州）允許乘客在車輛移動時飲酒。
4個州允許雜貨店和加油站可銷售酒精含量最高為3.2%的啤酒：堪薩斯州、明尼蘇達州、俄克拉荷馬州、和猶他州。在這些州，酒精含量較高飲料僅限在酒類專賣店購買。在俄克拉荷馬州，酒類專賣店不得把酒精含量超過3.2%的飲料冷藏。密蘇里州也有前述酒精含量3.2%啤酒的類似規定，但其寬鬆的酒類法律（與其他州相比，參見{{le|密蘇里州酒類法律|alcohol laws of Missouri｝｝）讓這種啤酒很少見。
賓夕法尼亞州已開始允許雜貨店和加油站出售酒類。葡萄酒和烈酒仍然在稱為“州商店”的地方銷售，但雜貨店已開始設置葡萄酒亭（kiosk）。這些酒亭與哈里斯堡的電腦資料庫連結，購買者必須出示有效身份證件、簽名、以及經由攝影鏡頭進行臉部辨識才能購買。個人經過這些措施後才能從“自動販賣機”中購得一瓶葡萄酒。酒亭的銷售時段與州營酒類商店相同，在星期日不開放。
在19世紀和20世紀中的多數時間，酒精飲料在美國印第安保留地受到禁止或是限制（參照酒精飲料與美國原住民），到1953年聯邦才立法允許美國原住民購買和飲用。

## 外部連結
- Shadwell, Arthur. .  (第11版). London. 1911.